# Gary (rejon postawski)
Gary – dawny zaścianek. Tereny, na których był położony, leżą obecnie na Białorusi, w obwodzie witebskim, w rejonie postawskim, w sielsowiecie Łyntupy.

## Historia
W czasach zaborów zaścianek w gminie Święciany, w powiecie święciańskim Imperium RosyjskiegoW 1905 roku liczył 19 mieszkańców, 58 dziesięcin.
W dwudziestoleciu międzywojennym zaścianek leżał w Polsce, w województwie wileńskim, w powiecie święciańskim, w gminie Łyntupy.
W 1931 w 3 domu zamieszkiwało 16 osób.
Miejscowość należała do parafii prawosławnej w Apidamach. Podlegała pod Sąd Grodzki w Łyntupach i Okręgowy w Wilnie; właściwy urząd pocztowy mieścił się w Łyntupach.